# 격한멜로
격한멜로는 2017년에 개봉된 대한민국의 영화이다.

## 줄거리
연극배우 “민성”은 옛 여자친구 “승아”가 있는 연극 “격한 멜로”팀에 들어가게 되고 그곳에서 인생의 격한 멜로를 찍게 된다. 

## 출연
- 남연우 : 민성 역
- 민진웅 : 대찬 역
- 이혜수 : 승아 역
- 신재환 : 연출 역
- 김윤배 : 윤배 역
- 김광 : 성우 역
- 김민경 : 민경 역
- 정민석 : 민석 역
- 이태진 : 관객 1 역
- 장근철 : 관객 2 역
- 김홍기 : 관객 3 역
- 안지원 : 관객 4 역
- 최창일 : 관객 5 역